# 普雷里多格鎮區 (內布拉斯加州哈倫縣)
普雷里多格鎮區（英語：Prairie Dog Township）是位於美國內布拉斯加州哈倫縣的一個行政鎮區。

## 地方資料
普雷里多格鎮區的面積為93.05平方千米，當中陸地面積為68.09平方千米，而水域面積為24.96平方千米。根據2020年美國人口普查的數據，當地共有人口42人，而人口密度為每平方千米0.45人。